# 神話・伝説の物一覧
神話・伝説の物一覧（しんわ・でんせつのものいちらん）は、世界各地の「神話・伝説・民話」に登場する物を網羅した一覧である。
膨大な量となるため、すでに他の一覧にまとめられている項目は詳細などのリンクの形で省略する。ページを圧迫しそうな項目はページの立項を行い除外を行う。
近代・現代の創作に関しては、複数の創作に共通して用いられている概念や、詳細な設定があり物語の中で大きな役割を担っているものなどに限定して記載する。
この一覧は未完成です。加筆、訂正して下さる協力者を求めています。

## 宝物
- エリンの四至宝(トゥアハ・デ・ダナーンの四至宝) - 【ケルト神話】エリン（英語版）はアイルランドの古名。アイルランドに上陸した4番目の種族トゥアハ・デ・ダナーンの宝。
- 五種の神器 - 【タイの歴史】タイ国王の王権を象徴する物。
- 三種の神器 - 【日本神話】天孫降臨の際に天照大神から瓊瓊杵尊に授けられたとされる神器。
- 十種神宝 - 【日本神話】先代旧事本紀に登場する宝物。
- ブリテン島の13の宝（英語版） - 【ウェールズの伝説】古の神々が太古の人々に与えたとされる宝。
- 八種玉津宝 - 【日本神話】天之日矛が日本に渡来した際に伝来した神宝。
- 大刀契 - 【日本の歴史】天皇の践祚の時に授受された、三種の神器に次ぐ重宝。

## 武具

### 武器
- 神代三剣 - 【日本神話・日本の歴史】日本の神話時代から伝わるとされる3振りの剣（天叢雲剣、布都御魂、天羽々斬）。
- 日月護身剣／三公闘戦剣 - 【日本の歴史】天皇家の三種の神器に次ぐ大刀契のうち、百済から貢納されたと伝える霊剣二柄。再鋳に際して陰陽師・安倍晴明が管理し、打ち直しにも関わったといわれる。
- 七支刀  - 【日本の歴史】石上神宮に伝来した古代の鉄剣。
- 坂家宝剣  - 【日本の歴史】天皇家の三種の神器に次ぐ天皇継承器。大納言・坂上田村麻呂から伝わった。
- 壺切御剣  - 【日本の歴史】天皇家の三種の神器に次ぐ皇太子（東宮）継承器。
- カーテナ - 【イギリスの歴史】イギリス王家に伝わる剣。
- 黄鉞 - 【中国の歴史】黄金飾りの鉞。古代中国の王権の象徴であり、軍の規律を守るための斬首刑用武器[1][2][3]。
- ギリシア火薬 - 【ビザンティンの歴史】東ローマ帝国で使用された焼夷兵器。天使からコンスタンティヌス1世に製造法が秘密裏に伝授されたという[4][5]。その配合方法は現在では失伝した。
- ジョワユーズ - 【フランスの歴史】フランスの国王の王権を示す剣。
- ティソーナ、コラーダ - 【スペインの叙事詩】『わがシッドの歌』でエル・シッドが所持する二振りの剣。
- 比比羅木之八尋矛 - 【日本の歴史】古事記でヤマトタケルが東征に際して景行天皇から下賜された[6]。日本書紀ではただの斧鉞（黄鉞と同様、軍の規律を守る武器であり指揮権を授けた意）。
- プラセーンカンチャイシー - 【タイの歴史】タイ国王の五種の神器の一つ。「吉祥なる勝利の剣」を意味する。
- 血滴子（中国語版） - 中国の清朝雍正帝の時代に用いられた暗殺具。帽子のような形状で、相手に被せて紐を引くと内側に刃が飛び出す仕組みとなっている。
- 銀の弾丸 - 【西洋と東欧の伝承】 - 悪魔や普通の武器が通じない怪物に対抗する武器とされた。
- 銭剣（英語版） - 【中国の伝承】古来から貨幣の魔力（英語版）が信じられていた。天円地方を表した貨幣を連ねた剣は、邪をはらう力があると考えられた[7]。

儀式用の武器

- アセイミー - ウイッカや現代魔女術で用いられる儀式用の黒い柄のナイフ。『ソロモンの鍵』で artavus などと呼ばれている魔術儀式用の羽根ペン削りナイフに由来。
- カルトリ (包丁) - 【密教】後期密教の法具。曲刀の肉切包丁で、ダーキニーの持物。
- トゥミ (ナイフ) - 【中部アンデス地域の風俗】儀式や医療行為など多目的に使用されていた先が半円状のナイフ。
- ノブケリー（モラム） - 【アフリカの風俗】思春期以降の男児に与えられる成人を迎えたことを示す先がボール状の棍棒・杖。
- ボーリン - ウイッカでハーブを切ったりするのに使われる白い柄のナイフ。
- テクパトル - アステカの儀式用・戦闘用ナイフ。生贄の心臓を取り出すのに使用された。

中国の剣
- 欧冶子の剣 - 春秋時代末期から戦国時代初期の越に住んでいた鍛冶師 欧冶子の剣。
  - 純鈞、湛盧、巨闕、勝邪、魚腸、龍泉剣、泰阿、工布などの名剣を製作した。

- 干将・莫耶 - 欧冶子と同門の干将と、欧冶子の娘であり干将の妻である莫耶との共作の二振り対の剣。
- 越王勾践剣 - 臥薪嘗胆で復讐したことで有名な越王 勾践の剣。春秋時代末期の作であるが、保存状態が良好な状態で発掘された。
- 呉王夫差矛 - 臥薪嘗胆で復讐されたことで有名な呉王 夫差の槍。春秋時代末期の作であるが、保存状態が良好な状態で発掘された。
- 斬蛇剣（赤霄劍）- 漢王劉邦が秦の後胤を切った時（斬蛇起義）に使った剣。
- 大夏龍雀刀 - 五胡十六国時代の夏の皇帝 赫連勃勃の環首刀。

日本刀

- 騒速（そはや） - 【日本の伝説】坂上田村麻呂の愛刀。悪事の高丸、日本三大妖怪の大嶽丸を斬った逸話を残す。
- 髭切（ひげきり） - 【日本の伝説】源氏の宝刀の一つ。「鬼丸」「獅子ノ子」「友切」など多くの別名を持ち、渡辺綱が一条戻橋にてこの刀で鬼（茨木童子）の腕を斬り落としたなど、多くの逸話が残る。
- 膝丸（ひざまる） - 【日本の伝説】源氏の宝刀の一つ。「蜘蛛切」「吠丸」「薄緑」など多くの別名を持ち、源頼光が土蜘蛛を斬るのに使用したなど、多くの逸話が残る。
- 雷切（らいきり） - 【日本の伝説】元の名は「千鳥」。立花道雪がこれを用いて雷（または雷神）を切ったとされる逸話が残る日本刀。
- 天下五剣 - 鬼丸、三日月宗近、大典太、数珠丸、童子切安綱。
  - 童子切安綱 - 【日本の伝説】源頼光の愛刀。元の名は「血吸」。田村麻呂から伊勢神宮へ経て頼光へ渡り、日本三大妖怪の酒呑童子を斬った逸話を残す。

槍
- 聖槍 - 【聖遺物・ヨーロッパのキリスト教文化】ロンギヌスの槍、神聖ローマ帝国のレガリアが有名。
- 天下三名槍 - 御手杵、日本号、蜻蛉切。

### 防具
盾
- アキレウスの盾 - 【ギリシア神話】ヘーパイストスが作った、装飾がなされた盾。
- アイアースの盾 - 【ギリシア神話】革細工の名工テュキオスが7枚の牛革を重ねた上に青銅板を重ねて作った、櫓のような巨大な盾。
- アリマタヤのヨセフの盾 - 【アーサー王伝説】パーシヴァルによって発見された盾で、『ペルスヴァル』でKnight of the Burning Dragonを倒すために使用された。
- アンキーレ - 【ローマ神話】マールスの盾。天から1枚落ちてきて、盗難防止用に11枚複製し、保管した。
- エヴァラックの盾 - 【アーサー王伝説】サラセンのエヴァラック王の白い盾の上に、アリマタヤのヨセフ（または、その子ヨセフス）が自らの血で赤く十字を描き、天の加護を付与した。のちに円卓の騎士ガラハッドの盾となった。
- オハン - 【ケルト神話】コンホヴァル・マク・ネサの盾で、カラドボルグの攻撃にも耐えた盾。
- スヴェル - 【北欧神話】「冷やすもの」の意で、太陽から大地を守っているとされる。
- Duban - 【ケルト神話】クー・フーリンの盾。
- 隼人楯 - 【日本の歴史】『延喜式』において平城京を守護した隼人が持っていた魔除けの紋が描かれた木盾
- 日月盾牌 - 台湾のサオ族の祭事に飾られる先祖が外部と戦った時に身を守り勝利した時の盾
- フィンの盾 - 【ケルト神話】バロールの毒血を吸い毒の蒸気を出していたハシバミの木から作られた盾。戦闘では触れる事も出来ず、常に敗走を引き起こした。
- プリドゥエン - 【ウェールズの伝説】元はアルスルの所有する船の名であったが、後に盾の名前にもなった。
- ヒルドルの帆 - 【北欧神話】ワルキューレのヒルドルが持つ盾。帆というのは別の物に例える代称法によるもの（例：スコグルの板、剣は火やネギなど）。
- 本庄繁長の鉄盾 - 【歌川国芳作：浮世絵甲越勇将伝】馬から降り、計り知れない重さの鉄盾を持って鉄砲の雨を進んだ。
- ユダ・マカバイの盾 - 【アーサー王伝説】ガウェインがevil knightを倒した後、発見し使用した。金色の鷹の意匠がある赤い盾。

籠手
- 稜威高鞆 - 【日本神話】腕に着ける弓具で、アメノオシヒが天孫降臨時に帯びていた。また、天照大神が武装した際、稜威之高鞆（伊都之竹鞆）という武具を帯びている。
- ヤールングレイプル - 【北欧神話】雷神トールの籠手。

兜
- アイドス・キュエネー - 【ギリシア神話】ハーデースがティーターノマキアーで使用した、かぶると姿が見えなくなる兜。
- 恐怖の兜（エギルの兜） - 【北欧神話】シグルズがファーヴニルから手に入れた、対峙するものを恐怖させる兜（『ヴォルスンガ・サガ』）。
- 星甲（ほしかぶと、星兜） - 神の化身から授かった源頼光の兜、さらに作品によっては獅子王の甲(兜)を重ねて装備する。
- ロスタムの兜 - 【ペルシャ神話】白鬼 Div-e Sepid の頭。

鎧
- アキレウスの鎧 - 【ギリシア神話】ヘーパイストスが作った盾・火焔に優り耀ける胸甲・兜・屈伸の自在なる錫の脛甲の一式。
- ウィガール -【中世英文学】アーサー王の鎧（ラヤモンの『ブルート』）。
- カヴァーチャ - 【インド神話】太陽神スーリヤがカルナが生まれたときに与えた天の武器でさえ貫けない無敵の鎧。
- 鎖子黄金甲 - 【中国の白話小説】孫悟空の鎧、竜王の宝物（『西遊記』）。
- 金甲 - 【日本の伝説】坂上田村麻呂が神の峯（金甲山）の麓の円通寺の竜王に必勝祈願をして加護を得た、無事に阿久良王を退治したお礼として竜王に奉納した金の甲（この甲は鎧を指す）。
- 避来矢 - 【日本の伝説】藤原秀郷が百足退治の礼として龍宮の王からもらったという大鎧。着用すると矢に当たらないという。
- 唐皮  - 【平家物語】伊勢平氏の嫡子に代々受け継がれてきた鎧。桓武天皇の甥の香円法師が眞言の法を修して不動明王から授かったものであるとされる。
- 源氏八領  - 【日本の伝説】清和源氏に代々伝えられたという8種の鎧。
- 獣面呑頭連環鎧 - 【三国志演義】呂布の鎧。
- 藤甲 - 【三国志演義】藤甲軍の鎧。軽く硬い鎧だが火に弱い。
- 賽唐猊（別名：雁翎金圏甲） - 【水滸伝】徐寧の家が代々受け継いできた伝家の黄金の鎧。

その他
- アイギス - 【ギリシア神話】アテーナーの所持品。装飾にメドゥーサの頭が使われており、盾、胸当て、肩当て、皮の外衣などとされる。
- 天磐靫 - 【日本神話】アメノオシヒが天孫降臨時に、矢を入れる箙として背負っていた。

## 被服
冠り物（帽子・冠）
- イシスのヴェール - 【神秘主義】女神イシスは自然の擬人化であり、自然の神秘への近寄り難さを表すものである。エジプトのサイスにある石像が元。
- 茨の冠 - 【キリスト教の伝説】イエス・キリストが磔刑の際に被らされたという、茨で編まれた草冠。
- 河童の皿 - 【日本の民話】河童の頭部に常にあるもので、水に濡れていないと河童は力尽きると言われている。
- かんむり座 - ギリシア神話など。酒神ディオニューソスがアリアドネーに送った冠。
  - みなみのかんむり座 - アラトスは二つの冠をΣτεφάνοι（ステファノイ）と呼んだ。いて座の近くにあるので「いて座の黄金冠」とも呼ばれる。

- 緊箍児 - 【中国の白話小説】孫悟空の頭に被せられた金属製の輪で、取り外しができない。『定心真言』、別名『緊箍児咒』という呪文によって頭を締め付けることができる（『西遊記』）。
- 聖句箱(フィラクテリー) - もとはユダヤ教の聖句を入れて頭にかぶる箱。超自然な力を得られるお守りや、ゲーム等では死霊 リッチ (アンデッド)の魂を保存して死なないようにしている物体のことも指す。
- コホリン・ドゥリュー - 【アイルランドの民話・伝説】人魚メロウがかぶる潜水を可能とさせる魔法の帽子。
- 星の円環（サークル・オブ・スターズ） - 【キリスト教】ひとりの女が太陽を着て、足の下に月を踏み、その頭に十二の星の冠をかぶっていた。
- 毘盧帽 - 【中国の白話小説】太宗皇帝が三蔵法師へ与えた冠り物。
- 鳳翅紫金冠 - 【西遊記】孫悟空の冠、竜王の宝物。
- 光輪 - 【キリスト教芸術】天使の頭上に描かれる輪。
- ペタソス - 【ギリシア神話・ローマ神話】ヘルメース/メルクリウスがかぶる羽根兜。
- 三叉束髮紫金冠 - 【三国志演義】呂布の冠。
- ロンバルディアの鉄王冠 - 【聖遺物・ヨーロッパのキリスト教文化】キリスト教の聖遺物で、ヨーロッパでもっとも古い王冠の一つ。キリストが磔刑された際の釘から作られたという伝説を持つ。
- 黒御縵 - 【日本神話】イザナギが黄泉の国から逃げるときに、蔦を巻いた冠を投げて、山ぶどうを生み出し相手が拾い食いしてる隙に逃げた。
- 太真晨嬰之冠 - 【中国の小説。漢武帝内伝】西王母の冠
- とんがり帽子 (帽子) - サンタの帽子、エルフハット、パーティーハット、ピレウス帽のように古来から多くの文化において、先がとがったデザインの帽子が存在した。
  - 魔女の帽子 - 【ヨーロッパの伝承】黒いとんがり帽

- 天冠 - 即位前の幼帝、仏や天人、仏像、天人役の役者等が身に着ける正面に金属製の三角の装飾がなされた宝冠。また、死に装束で被る白い三角の装飾がなされた冠も指す。
- 円筒の帽子

- 城壁冠 - 都市の守護神テュケーやヘスティアー等が身に着けた。また大地母神キュベレーが身に着けた円筒形の冠ポロス (冠)も城壁冠の一種である。
- モディウス - 古代エジプトの神が身に着けているが、名称は現代の研究者がローマ時代の計量カップから付けた名前である。

履物
- ヴィーザルの靴 - 【北欧神話】「鉄靴の所有者」ヴィーザルがフェンリルの下顎を踏みつけた靴。
- ガラスの靴 - 【ヨーロッパの民話】『シンデレラ』で12時を過ぎても魔法が解けなかった靴。ただのサンダルなどのバリエーションもある（詳細：シンデレラの靴論争）。
- 藕絲歩雲履（もしくは歩雲履） - 【中国の白話小説】孫悟空の靴、竜王の宝物（『西遊記』）。
- セブンリーグブーツ - 【ヨーロッパの民話】一歩で7リーグ移動できる靴（『ペロー童話集』）。
  - Cапоги-скороходы（ru） - 【ロシアの民話】驚異的なスピードで移動できる靴。

- タラリア - 【ギリシア神話】伝令神ヘルメースの有翼のサンダル。飛ぶことができる。
- ヘルスコール - 【北欧神話】ヴァルハラに行けるよう死者の横に置かれる靴。
- 玄璚鳳文之舄 - 【中国の小説。漢武帝内伝】西王母の靴（舄は、靴底が何層にもなっている礼装用の縫い靴）

外衣
- スワンクローク - 【説話モチーフ】白鳥の羽で作られた空を飛べるクローク（「白鳥処女説話」）。
- 天女の羽衣 - 【日本の伝説】天女の羽衣。
- 西川紅錦百花戦袍 - 【三国志演義】呂布のマント。
- バブレバヤーン（もしくはパランギーナ） - 【ペルシア神話】叙事詩『シャー・ナーメ』の英雄ロスタムの耐火・水・武器の特性を持ったコート。
- パダルン・バイスルッズの外套 - 【ウェールズの伝説】ブリテン島の13の宝の1つ。高貴な生まれなら体に合うようサイズ調整され、卑しき者は着ることができない。
- 火鼠の衣 - 【日本の物語】かぐや姫が貴族に要求した宝物（関連：石綿）。
- 隠身のコート（en）
  - アルスルのマント - 【ウェールズの伝説】ブリテン島の13の宝の1つ。散文『キルッフとオルウェン』ではアルスルがキルッフに譲ることのできない品物のひとつとしてマントが挙げられている。『ロナブイの夢』では、羽織った人を見えなくするグウェンというマントが登場する。
    - マビノギ二枝にも類似するマントが登場する。

  - 隠れ蓑笠 - 【日本民話】天狗攫い、また平安時代の歌集『拾遺和歌集』巻第十八に「かくれみの」「かくれかさ」を詠み込んだ歌がある。
  - タルンカッペ - 【ドイツの伝説】英雄叙事詩『ニーベルンゲンの歌』の主人公ジークフリートが着る透明になれるクローク。

- 人や動物に変化させるもの
  - 千匹皮（アラライラオ） - 【ドイツの昔話】日本の話では千匹の動物とされているが、王国中の全ての動物と鳥の種類を駆使して作ったマントで、着ると奇妙な獣の姿となる。
  - 姥皮 - 【日本の昔話】着ると老婆の姿となる衣
  - 鷹の衣 - 【北欧神話】フレイヤの持ち物。使用者を鷹に変身させ、飛ばすことができる。
  - その他、生物の皮の項目より、熊・セイウチなどに変化するものあり。

その他
- アプロディーテーの魔法の宝帯 - 【ギリシア神話】これを身に着けることで、どのような相手も魅了するという帯。
- アレースの黄金の帯 - 【ギリシア神話】アマゾーンの女王ヒッポリュテーが女王の証として所持していた、戦神アレースの腰帯。ヘーラクレースが十二の功業で手に入れる。
- ネメアのライオンの毛皮 - ヘーラクレースが退治した不死身のライオンの毛皮。ヘーラクレースがその身にまとった。後に毛皮に包まれた者は不死を授かるという伝説も生まれた。
- エポデ - 【ユダヤ教】高位の祭司の服。さらにその上にホーシェン（司祭の胸当て、裁きの胸当て）という12個の宝石を縫い付けた胸当てを身に着ける。
- カーヴェの旗 - 【ペルシア神話】叙事詩『シャー・ナーメ』に登場する反乱軍リーダーである鍛冶師カーヴェの前掛け。古代イランの即位式に必要な物。
- ブリュンヒルデの腰帯 - 【ゲルマン神話】ジークフリートがブリュンヒルデから奪った。
- en:Nábrók - 【アイスランド民話】死者の皮から作ったズボン。身に着けると金に困らなくなると言われる。
- ウェーリフィカーティオー - 【古代ローマ美術】古代ローマ時代の神を覆うヴェールを枠とする芸術表現。
- 勒甲玲瓏獅蛮帯 - 【三国志演義】呂布の帯。
- 錦襴異宝袈裟 - 【中国の白話小説】観音菩薩から三蔵法師の手に渡るよう手配された袈裟。
- 五彩織金袈裟 - 【中国の白話小説】太宗皇帝が三蔵法師へ与えた袈裟。
- 領巾（比礼） - 古代日本の女性装身具。現代においてはスカーフ、ショールのようなもので、これを振ると災厄を払うと信じられていた。
  - 蛇比礼（へびのひれ）、呉公蜂比礼（むかではちのひれ） - 【日本の神話】大国主神が須勢理毘売命から渡された前者は蛇、後者は百足・蜂除けのスカーフ。
  - 振浪比礼、切波比礼 - 【日本の神話】渡来神アメノヒボコが海を渡り持参した八つある玉津宝の二つ。前者が波を起こし、後者が波を鎮める。
  - 振風比礼、切風比礼 - 【日本の神話】渡来神アメノヒボコが海を渡り持参した八つある玉津宝の二つ。前者が風を起こし、後者が風を鎮める。
  - 品物比礼 - 【日本の神話（先代旧事本紀）】十種神宝の一つ。あらゆる邪悪なものを払える。

翼
- 蝋で固めた翼 - 【ギリシア神話】大工のダイダロスと、その子イーカロス作の飛ぶことが出来る蝋製の翼。太陽に接近し過ぎると溶けて落下する。
- イギリスの王ブラドッドの翼 - 【イギリスの伝説】イギリスの王ブラドッドが自身のネクロマンサーとしての技術を使って作った翼。

## 宝飾品
首飾り
- ハルモニアーのネックレス - 【ギリシア神話】アプロディーテーがハルモニアーの結婚の祝いに贈ったネックレスで、身に着ける者に大変な美しさを与えた。
- ブリーシンガメン - 【北欧神話】フレイヤが所有し、数々の物語に登場する首飾り。
- 御倉板挙之神 - 【日本神話】天照大御神が生まれた時に、伊邪那岐命から贈られた高天原の統治権を象徴する首飾り。
- 八尺瓊勾玉 - 【日本神話】三種の神器の1つ。

胸飾り
- レイメン - 【西洋魔術】儀式魔術で用いられる胸当。魔術的シンボルを表す牌をペンダントのように首から下げる。

お守り
- アンク（エジプト十字） - 【エジプト神話】神々が持つお守り。
- ヴォルフゼーゲン（Wolfssegen） - 【ドイツの民間伝承】狼よけのお守り。
- うどんげ - 【ヴェーダ・仏教】優曇華の木は「お守りの王」とされる。
- シャルルマーニュの護符（カール大帝の護符） - 【フランスの伝説】持つ者を皇帝にする石（サファイア）がはめ込まれた護符
- チェト - 【古代エジプトの慣習】「イシスの結び目」とも呼ばれるイシスのシンボルで、お守りとされる。
- プルパ（独鈷剣、金剛抗、金剛厥） - 【仏教】三つの刃を持つ杭。アクセサリー
- ウイッチボール - 【イギリスの迷信】17世紀と18世紀の迷信で、空のガラス容器を飾っておくと魔除けになると考えられた。
- チマルータ - 【イタリアの伝説】魔除け・開運のお守り

指輪
- アラジンの指輪 - 【千夜一夜物語】中国人のアラジンにマグリブから来た魔法使いが貸した指輪。擦るとジン（精霊）を呼び出し使役できる。千夜一夜物語には他にも、魔神「轟く雷電」を封じた指輪 、魔神「幸福の父」を封じた指輪なども登場する。
- アンジェリカの指輪 - 【シャルルマーニュ伝説】中国の女王アンジェリカ姫の持つ指輪。あらゆる魔法を解除し、口に含めば姿を隠せる力を持つ。
- アンドヴァラナウト - 【北欧神話】アンドヴァリが持っていた金を生む指輪。後に呪われる。
- 解呪の指輪 - 【アーサー王伝説】騎士ランスロットに湖の乙女から送られた多くの魔法を解除できる指輪。
- 幸運なエリネドの指輪と石 - 【ウェールズの伝説】ブリテン島の13の宝の1つ。不可視の外套と記述されることもある。マーリンがしばらく所有していた。
- ギュゲースの指輪 - 【ギリシア神話】自在に姿を隠すことができるようになる指輪。
- ソロモンの指輪 - 【旧約偽典】あらゆる悪霊を拘束することのできる指輪。
- リネットの指輪と石 - 【ウェールズの伝説】14世紀のウェールズ語写本『ルゼルフの白本』と『ヘルゲストの赤本』にみられる古譚「ウリエンの息子オウァインの物語、あるいは泉の貴婦人」に泉の貴婦人の侍女リネット（現代ウェールズ語ではリネッド）の指輪と石が登場する。これを身に着けたオウァインは姿が見えなくなる。
- Cramp-ring - 【イギリスの伝説】倒れるような病気を治す指輪。

腕輪
- ドラウプニル - 【北欧神話】オーディンの所有する黄金の腕輪。9夜ごとに同じ腕輪を8個生み出す。

宝石

- 如意宝珠（チンターマニ） - 【仏教】霊験を表すとされる宝の珠。
- スヤマンタカ - 【ヒンドゥー教】主神ヴィシュヌが身につけている宝石。
- カウストゥバ - 【ヒンドゥー教】主神ヴィシュヌが身につけている宝石。
- ククルカンの宝石 - 【マヤ神話】創造神ククルカンが持つ空気を操る力を持つ宝石。
- Lyngurium - 【ヨーロッパの伝承】17世紀ごろまで信じられていたLinx（オオヤマネコ）の尿が固まってできたといわれる宝石。
- 蟇石（またはbufonite） - 【ヨーロッパの伝承】ヒキガエルの頭に出来るとされた石で、解毒剤になるとされた。
- ドラコナイト - 生きた竜の頭にある宝石で、魔法の力を持つと信じられていた。
  - カーバンクルの宝石 - ラテンアメリカで発見された未確認生物の額にあったとされる宝石。西洋竜ヴイーヴルと関連付けされる。

- 干珠、満珠 - 【日本神話】海の満ち引きを制御する宝珠。日本書紀第十段（山幸彦と海幸彦）で、同様の効果を持つ潮満瓊（しおみつたま）と潮涸瓊（しおひのたま）が登場する（その他の伝説に関しては、鵜戸神宮 / 大海神社 / 若狭彦神社 / 満珠島・干珠島も参照）。
- 人魚の涙 - 【中世の民話】人間と恋に落ちた人魚が海神ネプチューンに閉じ込められ、流した涙が真珠として浜に流れつくという民話。
- 龍の頸の五色の玉 - 【日本の物語】かぐや姫が貴族に要求した宝物。
- 宝珠 (竜) - 【中国の伝説】中国の竜が持っている宝珠。如意宝珠とも呼ばれる願いの叶う宝珠。この珠を追っている竜の図を玉追龍、二匹で珠で遊んでいる図を双龍戯珠（zh:二龍戲珠）という。
- 和氏の璧 - 【中国の伝説】『韓非子』『史記』に見られ、「完璧」の故事の由来となった。15の城の価値に値することから「連城の璧」とも。暗闇で鈍く光り、夏に涼しく、冬には暖かくなり、虫除けにもなったとされる（卞和#和氏の璧を参照）。

その他
- 湯津津間櫛 - 【日本神話】イザナギが黄泉の国から逃げるときに、髪から外して投げた櫛。タケノコを生み出す。日本書紀には玄櫛（黒い櫛）を投げて竹森（現実でも竹は育つのが早い）を出す話もある。
- 湯津爪櫛 - 【日本神話】八岐大蛇との戦闘前にスサノオがクシナダヒメを神聖な爪櫛に変化させた。

## 生物

### 生物の体、またはその一部
- アーサール - 【イスラム教】キリスト教の聖遺物と異なり、聖者の毛髪・ヒゲ・歯・爪・足跡、衣服など体から自然に出てくるもの。
- 聖遺物 - 【キリスト教文化】聖人の血や体の一部などが保管されている。『ローランの歌』に登場するデュランダルなどの名剣に納められている場合もある。
- 聖体 - 【キリスト教】キリストの体の実体として信じられ、食べられるパン。
- 仏舎利 - 【仏教】釈迦の遺骨。
- ミイラ - 多くの宗教で聖者や偉人の遺体を長期間保存し、崇拝対象とした。
  - 【キリスト教】不朽体。
  - 【仏教】即身仏。
  - 【インカ】皇帝の遺体が高度な技術でミイラ化され、聖地であり首都のクスコに祀られた[68]。
  - 【エジプト】オシリス神のように死後に復活するため保存された[69]。神殿に祀るため、神の化身である数百万匹の動物が人工的にミイラ化された[70]。
  - 干からびた猫（英語版） - ミイラ化した猫はバステト神の化身として崇められた。また、ヨーロッパのいくつかの地域では、お守りとして家の構造に組み込む例があった。
- 死体化生神話- 神などの遺骸から、穀物や世界が生まれる神話の類型
  - カグツチ - 【日本神話】遺骸から神々が生まれた。
  - ハイヌウェレ型神話 - 日本神話のオオゲツヒメ・保食神などのように遺骸から、稲などの食物が作られる神話の類型
  - プルシャ - 【インド神話】遺骸から神々や太陽、人間が作られた。
  - 盤古 - 【中国神話】遺骸から大地・太陽など世界が作られた。
  - ユミル - 【北欧神話】遺骸から海・大地など世界が作られた。

心臓
- ザグレウスの心臓 - 【ギリシア神話・オルペウス教】ゼウスの息子ザグレウスの心臓で、ザグレウスの殺害後に救われた心臓からディオニューソス神が作られる。
- 竜の心臓 - 【北欧神話】 シグルズに鳥の言葉を理解する能力を与えた（『ヴォルスンガ・サガ』、『スノッリのエッダ』）。

血
- イーコール - 【ギリシア神話】神の血として流れているとされるもの。医学用語では膿汁などの意味を持つ。
- ウーラノスの血 - 【ギリシア神話】クロノスによって生殖器を切断された際に大地（ガイア）に流れた血からギガースが生まれた。
- カグツチの血 - 【日本神話】切り殺された際に多くの神を生み出した。神産みを参照。
- キリストの血
- クヴァシルの血 - 【北欧神話】詩の蜜酒の原料。
- ネッソスの精液と血 - 【ギリシア神話】ヘーラクレースの殺害に使用された。
- メドゥーサの血 - 【ギリシア神話】ペーガソスとクリューサーオールが生まれた。エウリーピデースによるとゴルゴーンの血液は猛毒にも薬にもなった。後世の説ではゴルゴーンの身体の左側から得られた血液は猛毒、右側から得られた血液は薬になるとされた。
- マルシュアースの血 - 【ギリシア神話】アポローンにより切り刻まれた際に流れた血がマルシュアース河になる。
- 竜の血 - 【ドイツの伝説】ジーフリトに武器で傷つくことのない体を与えた（『ニーベルンゲンの歌』第100詩節）。

胆汁
- ヒュドラーの毒 - 【ギリシア神話】ヘーラクレースが矢じりに塗って使用した。

角・歯・爪
- カマウェートの角 - チロエ諸島のシャーマンであるマチによって、あらゆる傷を治すために使われる。
- グリフォンの爪 - 【中世ヨーロッパの伝承】病を治す。
- コルヌコピア（豊穣の角） - 【古典古代の象徴表現】ゼウスがアマルテイアに与えた山羊の角で、豊穣の象徴。
- 竜の歯 - 【ギリシア神話】大地に撒くと、武装した兵士スパルトイに成長する。
- ユニコーンの角 - 【ヨーロッパの伝承】毒に触れると無毒化する効果があるとされた。

皮革
- 金羊毛 - 【ギリシア神話】空を飛翔する金毛羊の毛皮。
- アマルテイアの毛皮 - 【ギリシア神話】アイギスの表面に貼られた。
- ネメアーの獅子の毛皮 - 【ギリシア神話】武器を皮下に通さない性質。
- ギリシア王の魔法の豚の皮 - 被せたものを治癒する性質。
- 火鼠の皮、サラマンダーの皮
- リバイアサンの皮 - 朽ちない貫通しないスーツになる。
- クマの毛皮 - エスキモーには「クマの毛皮には魔力があり、クマは家の中で毛皮を脱ぐと人間と同じ姿となる。反対に人間が家の外でクマの毛皮を身に付けると、たちまちのうちにクマに変身してしまう」という伝承を伝える部族がある。また、北欧の狂戦士ベルセルクの語源の一つに、熊の毛皮を着た者というのがある。
- セルキーのアザラシの皮 - 【アイルランド神話・スコットランド神話】アザラシになることが出来る。

羽
- ガルダの羽根 - 【モンゴルの説話（ジュギーン・メルゲン）】死者を蘇生し、致命傷も癒す。
- グリフォンの羽根 - 【中世ヨーロッパの伝承】視覚障害の回復
- シームルグの羽根 - 【イラン神話】燃やすとシームルグが現れ、助言や助力が得られる。
- マアトの羽根 - 【エジプト神話】死者の裁判で死者の魂を量るため天秤の皿の片方に置かれる。
- 火の鳥の羽根 - 【スラブ神話】光源になる。

頭髪・毛
- かみのけ座 - 【ギリシア神話】
- カイロスの前髪 - 【ギリシア神話】チャンスを神格化した神。後ろ髪が無いため、この神が前から来た時しか捕まえられず、後ろからはどうしようもないとされた。
- 悟空の毛 - 【中国の白話小説】西遊記で孫悟空が身外身の術を使用する時に使用し、毛を分身・工具や武器などへ変化させた。
- サムソンの髪 - 【旧約聖書】神の力が宿っており、剃られると怪力を失う。
- シヴの髪 - 【北欧神話】雷神トールの妻であるシヴの髪は、悪神ロキに悪戯で刈られた後、お詫びに魔法の髪が贈られた。
- 仏の毛 - 【仏教】髪は螺髪という巻髪で三十二相八十種好の一つ。全ての毛は微妙の香気を出し、毛の色は青瑠璃色である。額の毛は白毫と呼び、光を放ち世界を照らすとされる。
- メドゥーサの頭髪 - 【ギリシア神話】見る者を狂気に陥らせる。

頭
- 平将門の首 - 【日本の伝承】平将門の首級が平安京の都大路に晒されたが、後日飛んで行き、落ちた場所に平将門の首塚が作られた。この塚に害なすと祟られる。
- ミーミルの首 - 【北欧神話】オーディンが助言を得るため保存処理した。
- メドゥーサの頭 - 【ギリシア神話】メドゥーサの目を見ると石化するとされ、アテーナーの持つアイギスに取り付けられた。
- ブロンズヘッド（en） - 中世後期の魔法使いによって作られたオートマトンの頭で、あらゆる質問に回答する。
- 叫ぶ頭蓋骨 - 英語圏で昔からある話。頭蓋骨を他の場所に埋葬しようとする等で叫ぶという。

目
- アルゴスの目 - 【ギリシア神話】100の目を巨人。葦笛の音で眠らされ倒された後、クジャクの目になった。
- アイビーム  (視覚) - 【ギリシャの学問】目で生成され放射される物質によって、視覚を得て、相手を威嚇・停止させるという考え方。
- スィアチの目 - 【北欧神話】オーディンが奪ったそれらは、夜空の星とされた。
- グライアイの目 - 【ギリシア神話】3姉妹で1つの目を共有していたとされる。
- 第三の目 - たいてい額に書かれる視覚以外の知覚を提供する感覚器
- バロールの目 - 【ケルト神話】視線で相手を殺害できる。
- メドゥーサの目 - 【ギリシア神話】見た相手を石のように硬直させる。
- カトブレパスの目 - 【古代ローマの学術書博物誌】見た相手を即死させる。
- コカトリスの目 - 【イギリス・ルネサンス演劇】見た相手を即死させる。
- バジリスクの目 - 【古代ローマの学術書博物誌】見た相手を即死させる。
- サリエルの目 - 【アブラハムの宗教】見ただけで身動き出来なくさせたり、死に至らしめる。
- 五眼 - 【仏教用語】人間のもつ肉眼、天人の天眼、声聞界と縁覚界の二乗の人が持つ慧眼、菩薩の法眼、仏陀の仏眼がある。仏眼以外は、それぞれに視野や死角が異なりすべてを見渡すことが出来ない。

手足
- アキレス腱 - 【ギリシア神話】無敵の英雄アキレスの唯一の弱点
- アンタイオスの足 - 【ギリシャ神話】地に足が付いている限り、アンタイオスは無限に復活し力が増していく。
- ウサギの足 - 幸運のお守り。
- 栄光の手 - 【青本】絞首刑に処された罪人の髪と脂肪から作られた蝋燭と右手を用いて作られたロウソク台。
- 神の手（en） - 【キリスト教美術】
- ヌアザの義手 - 【ケルト神話】ディアン・ケヒトと金細工職人Creidhneによって手のように動かせる銀製の義手を手に入れ「銀腕（アガートラーム）」と呼ばれた。
- フィン・マックールの手 - 【ケルト神話】知恵の鮭の調理時に負った親指の火傷を舐めると知恵を得られる。また同時期に手に掬った水に癒しの効果をもたらす能力を得た。
- ミダースの手 - 【ギリシア神話】触れると物や液体が金に変換される。

その他
- 喉仏 - 【俗説】「アダムのリンゴ」とも言い禁断の果実を詰まらせた原罪の証とされる。日本では火葬後の収骨で、第二脛骨は仏の姿に見えるため喉仏と呼び大切にされる。
- アルベルト・アインシュタインの脳
- 火事場の馬鹿力（Hysterical strength） - 生死のかかった状況で発揮される超人的な筋力
- シッディ (能力) - 【インドの文化】修行の末、シッダと呼ばれる悟りを得た存在となった結果得られる超能力
- 第六感 - 五感以外の感覚。超感覚的知覚（ESP）
- フラッゼレイの脳 - 【ペルシャの伝説】治療薬に用いられる。
- en:Spiritual gift
  - 聖霊の七つの賜物 - 【キリスト教神学】聖霊が人間に与える七つの賜物（知恵、勇気など）。
  - 聖霊の実 - 【キリスト教神学】愛、喜び、平安、寛容、親切、善意、誠実、柔和、自制。

- チャクラ - 【ヒンドゥー教・タントラ仏教】人体の中枢とされる。
- 生気 - 「生命に非生物にはない特別な力を認める」仮説
- 動物磁気説 - 18世紀のドイツ人医師メスメルが提唱した生物に流れる生命に関わる物理的流体。

## 物質
（通常は）目に視えないもの
- オーラ - 生体が発するとされる霊的なエネルギー。宗教芸術の分野では、預言者や神を覆う形で表現される（詳細：光背）。
- オドの力 - 【19世紀科学】カール・フォン・ライヘンバッハが提唱した未知のエネルギー。
- 気 - 【道教・中国思想】
- ヌーメン - 神の意志、神の存在、神性を表すラテン語。20世紀初期において、物等に宿る魔法的な力の様に使われることも有る。
- バラカ (イスラム教) - 「アッラーからの恩寵」を意味する。アッラーからもたらされる聖者に流れる呪力で、病気を癒したり、奇跡を起こすのに使われる。
- プラーナ - 【ヒンドゥー教】生き物の生命力そのものとされる。
- マナ - 【太平洋の島々の原始的な宗教】神秘的な力の源とされる概念。
- en:Silap Inua - 【イヌイットの神話】マナに似た物質。

気体
- エーテル (哲学)（アイテール） - 天上の輝く空気
- エーテル (物理) - 空間における光を媒介すると仮定された物質
- 風 - 多くの神話で風神として神格化され、神風は神の威力によって吹くものとされた。
- 瘴気（ミアスマ、ミアズマ）

固体（石など）

- Bullaun - 凹んで雨水を貯めた石でケルトでは石に溜まった雨水を儀式に使用した。
- アダーストーン - ドルイドが魔除け、魔女や妖精の幻術破りなどの力を持つと信じた穴の開いた石（ガラス）。
- アナキティス（Anachitis） - 古代の占いに使われた石。「必要な石」の意で、水から霊を呼び出すのに使われた。ダイヤモンドの一種ともされる。
- ウルル（別名:エアーズロック） - アボリジニの聖地の一枚岩。
- オンパロス -【ギリシア神話】ギリシア語で「へそ」を意味する。ゼウスが鷹を飛ばし見つけた世界の中心を示した石。
- 賢者の石
- 黒石 - 【イスラム教】由来はアダムとイヴの時代にまで遡るムスリムの聖宝。
- 五色石 - 【中国神話（淮南子）】 - 天が壊れた時に、女媧が補修に使った石。この故事を「錬石補天」という。
- サンストーン - 古代ギリシアでは太陽神の象徴として崇められた。バイキングが方位を把握するのに使用したという伝説のサンストーンについては、氷州石を参照。
- サンダーストーン (民話) - 【ヨーロッパ・アジア・ポリネシア民話】農作業で出てくる空から降ってきたと考えられていた石器。（en:Elf-arrow）
- ザントマンの砂 - ヨーロッパの民話に伝わる目に入ると眠ってしまう砂。
- 殺生石 - 【日本の民話】妖狐の化身玉藻前が倒された後に変化した石。
- ジャイアンツ・コーズウェー - 【アイルランドの伝説】巨人フィン・マックールが作ったという柱状節理の海岸。現在は世界遺産。
- 信仰された石：要石、磐座、en:Sami shamanism、en:Blue Stone (Russia)、en:Sledovik
- スクーンの石 - 【スコットランドの伝説】代々のスコットランド王が、この石の上で戴冠式を挙げたとされる石。運命の石（Stone of Destiny）と呼ばれることも多い。
- 聖なる岩 - 【アブラハムの宗教】ユダヤ教、キリスト教、イスラム教にとって重要な意味を持ち、エルサレムで岩のドームに覆われている。
- 千引岩（ちびきのいわ） - いざなぎが黄泉比良坂を塞ぐのに使用した岩。
- ティドゥアル・ティドグリドの砥石 - 【ブリテン島の13の宝】勇気あるものが、この石で剣を研げば、その剣は敵を出血させる。臆病なものが研げばそうならない。
- ビトラス - 【フェニキア神話、ギリシア神話など】神々の象徴として崇拝された隕石。
- ブラーニーストーン - 【アイルランドの伝説】ブラーニー城にあるキスすると口が上手くなるという言い伝えがある石。
- ベンベン - 【エジプト神話】ピラミッドやオベリスクや神殿の頂点に置かれた。
- ラピス・マナリス - 【ローマ時代の風俗】「マネスの石」の意で、冥界への門を意味する石と雨乞いの石の2種がある。
- リア・ファル - 【ケルト神話】エリンの四秘宝のひとつ。運命の石。
- en:fire and brimstone（直訳：火と硫黄（古語）） - 【旧約聖書】神の怒り、天罰。火と硫黄が天から降り注ぎ都市ソドムとゴモラを滅ぼした。
- en:Llech Ronw - ウェールズのドゥイリッド川の支流傍にある穴の開いた岩。マビノギにも登場する。
- ロンドン・ストーン - ロンドンにある石。動かすとロンドンが滅びると言われている。
- ヤコブの石 - 石を枕に寝ていたところ、夢で神の言葉を聞いたので、その石を記念碑とした。
- 声を出す石
  - 囀り石 - 【日本の民話】人々の役に立つ話をしたという石。
  - 夜泣き石 -【日本の民話】泣き声がする石。
  - en:Answering Stone - 【アイルランドの伝説】傍にいる人が嘘を付いているか答える石。

- 割れた石
  - 一刀石 - 【日本の民話】柳生宗厳が天狗を切った時に割れた石。
  - 劈山救母 - 【中国の民話】法を破って封じられた母を救うために山を割った話はいくつかあり、『宝蓮灯』の主人公の沈香が崋山の岩を盗んだ神斧で割った話や楊戩が桃山を割った話などがある。
  - その他。神功皇后が矢で割ったという破磐神社の大磐石、アイルランドのスライゴ県にあるフィン・マックールが割った石、en:Killeenduff、マオリの二柱の神が割ったというスプリット・アップル・ロックなどがある。

金属
- アダマント - 【ギリシア神話】特に硬い物質を指すのに使用された語。アダマンタイト：非常に硬い材料から作られたもの。
- オリハルコン - 【古代ギリシア・ローマの文献】
- コールドアイロン（en） - 【ヨーロッパの民話】妖精や幽霊、魔女を退ける力を持った金属とされる。後に墓地の周りの柵、蹄鉄のお守りなどを指すようになった。
- ヒヒイロカネ - 【竹内文書】永久不変でさびることもないとされた金属。三種の神器の作成にももちいられたとされる
- レッドマーキュリー - 【1980年代後半の東西のメディア】小型の核兵器を可能にする物質とされた。

液体
- 閼伽（もしくは功徳水） - 【仏教】仏前などに供養される水のことで六種供養のひとつ。
- 雨 - 雨は様々な文化で、吉兆・凶兆などの出来事と関連付けられ、神格化され雨神となったり、雨乞いなどの儀式が行われた。
- アルカヘスト - 【錬金術】錬金術師が求めた万物溶解液。
- アゾット - 【錬金術】錬金術師が一般的な薬・一般的な溶媒とした物質（水銀）。
- en:Unspoken Water - 【スコットランドの伝承】
- 変若水 - 【日本神話】若返りの水。
- 聖水 - 【キリスト教・他】多くの宗教における聖なる水の事。キリスト教では聖別された水の事である。
- 聖塗油 - 【ユダヤ教・キリスト教】王族や預言者などの聖別や様々な儀式で使用される。ユダヤ教では、一般人などへの使用は禁じられている。
- Eitr - 【北欧神話】毒気。ギンヌンガガプで熱気と冷気がぶつかり、霜から垂れた滴が毒気となり、毒気から原初の巨人ユミルが生まれた。

川・泉の水
- ガンガーの水（ガンジス川） - 【インド神話】沐浴すればすべての罪は浄められ、死後の遺灰をこの川に流せば輪廻から解脱できると信じられている。
- ステュクス川 - 【ギリシア神話】冥界を取り巻くように流れる川。毒であるとも、不死をもたらす神水であるともされ、アキレウスはこの川の水に浸されたことでほとんど不死の身体となった。
- スレーンの泉（健やかな泉） - 【ケルト神話】医神ディアン・ケヒトが、負傷者や戦死者を投げ入れ復活させた祝福された泉。
- ザムザムの泉 - 【イスラム教】イスラム教の聖なる泉で、カアバ神殿の清掃や儀式などに使用される。
- 八功徳水 - 【仏教】極楽浄土などの池などにあって、八つの功徳を備えている水。
- ヒッポクレーネー - 【ギリシア神話】ペガサスが地を蹴った場所に湧いたという泉で、詩のインスピレーションが沸くといわれている。
- ミーミルの泉 - 【北欧神話】その水を飲むと知識が得られる。
- レーテー川 - 【ギリシア神話】冥界に流れる川で、その水を飲むと生前の事を完全に忘却する。
- 若返りの泉 - 【多くの民話に登場する】
  - 例1：カナートスの泉 - 【ギリシャ神話】ヘラが春に沐浴し儀式によって若返る泉。

その他
- 火、炎 - ゾロアスター教の他、多くの文化で神聖視され、永遠の炎のように永続的に燃やし続けるなどの信仰が行われている。
- 雷 - ギリシャ神話のゼウス、北欧神話のトール、ヒンドゥー教の神インドラなどの力ある神が扱うものとされた。また日本でも雷神として神格化し、神鳴りなど神と関連した語を作った。
- イリアステル - 【ドイツ自然神秘思想】錬金術師パラケルススの造語「ギリシア語のhyle（物質）とラテン語のastrum（星） 」。魂と体を構成する第一物質。
- 熱素（カロリック） - 【科学】物体の温度変化を行うと考えられていた物質。
- 第一質料（プリマ・マテリア） - 【古代・中世哲学】アリストテレスが提唱した、全ての根源とされていたもの。
- 燃素（フロギストン） - 17世紀に提唱された物が燃えるのは、フロギストンという物質の放出された結果という仮説によって生まれた。

## 書物・本
- 石の板（モーセの石板） - 【旧約聖書】十戒が記された石板。
- いのちの書（英語版） - 【旧約聖書・新約聖書】
- エメラルド碑板 - 【錬金術の伝説】錬金術の基本思想が記されていると言われる実在の謎めいたテクスト。錬金術師らによってその起源が伝説化された[98]。
- 鬼籍（別名：生死簿、閻魔帳） - 【仏教、道教、民間信仰】閻魔大王が冥府で死者の裁定に使用する書類
- シビュラの書 - 【古代ギリシア】シビュラの神託をまとめたとされる詩。
- ラジエル書 - 【ユダヤ教の伝説】
  - 実在の『ラジエル書』については『天使ラジエルの書』参照。
- 占事略决 - 【陰陽道】安倍晴明が纏めたとされる、陰陽道に関する現存する最古の書物。
- 天命の粘土板（英語版）（トゥプシマティ、天命の書板） - 【メソポタミア神話】生けるもの全ての個人情報が記された書板。「天命の印」を押すことで有効となるとされた[99]。
- トートの書 - 【古代エジプト文学】プトレマイオス朝の物語に登場する、トートによって書かれたとされる書物。
- 白沢図 - 【中国の伝説】白沢が黄帝に語った1万1520種の妖異鬼神について記述されている。
- メー（もしくはパルスー）- 【メソポタミア神話】神々の社会的慣行・宗教的習慣・技術・行動規範・文明を形成する人間の条件などに関する事項が記されているもの。
- 天の書板 - 【クルアーン】
- 疫病神の詫び証文 - 【日本の伝説】疫病神が過去の過ちを悔いて疫病を流行らせないとする証文。この証文は護符となるとして各所で様々な逸話と共に刷られた。
- 青嚢書（中国語版） - 【三国志】名医である華佗が曹操の機嫌を損ね投獄され、死の間際に獄吏に渡そうとした医学書。受け取り拒否され自ら燃やしたとされる。

兵法書
- 武経七書：『孫子』、『呉子』、『尉繚子』、『六韜』、『三略』、『司馬法』、『李衛公問対』
- 近世武道書の二大巨峰
  - 五輪書 - 剣豪宮本武蔵の著した兵法書
  - 兵法家伝書 - 剣豪柳生宗矩の著した兵法書

- 三大忍術秘伝書
  - 万川集海 - 忍術書の集大成。太平の世となった江戸時代に、流派の垣根を越えて執筆された。「口伝あり」など詳細が掲載されていないものもある。
  - 忍秘伝 - 忍者 服部半蔵が記したとも言われる。
  - 正忍記

関連項目
- 神典 - 日本神道において信仰の根拠とされる文献の総称
- グリモワール - 魔法について書かれた本のジャンル。
- 逸書 - 禁書指定や火災によって失われてしまった書物のこと。
- 偽書 - 年代や著者の名前が偽られている本、もしくは贋作
- Category:架空の書物
- 宇治の宝蔵 - 中世文学に見られる宝蔵で失われた書物を所蔵。

## 食物
飲料
- アムリタ - 【インド神話】飲むと不死になるとされた飲料。
- スラー酒 - 【インド神話】悪酔いさせる。飲み方を誤ると飲んだ者を悩ませる。ソーマに匹敵する効能を持つともいわれる。
- ソーマ - 【インド神話】神々の飲料。
- ネクタル - 【ギリシア神話】飲むと不死になる神酒。
- 甘露 - 【中国の伝承】天地陰陽の気が調和した時に天から降る甘い液体。
- 詩の蜜酒 - 【北欧神話】「飲めば詩人や学者になり」あらゆる情報を物語ることができる飲み物。
- 八塩折之酒 - 【日本神話】ヤマタノオロチ退治に用いられた、非常に強い酒。日本書紀には毒が入っている記述がある。
- 天甜酒 - 【日本神話】コノハナサクヤ姫が狹名田という地の稲から作った酒。
- ザクロの果汁を混ぜた酒（または、ビール） - 【エジプト神話】疫病神セクメトを酔わせて止めるために使用された。
- 神変奇特酒（神便鬼毒酒）- 【大江山絵詞】源頼光が酒呑童子を討伐する際に八幡大菩薩から賜った鬼の能力を奪う毒酒、人間にとっては力が増す薬となる。

食物
- アムブロシアー - 【ギリシア神話】食べると不老不死になり、傷口に塗るとたちまち回復するとされた、神々の食物。
- 非時香菓、非時香木実、トキジクノカクの木の実 - 【日本書紀】不老不死になる木の実
- 知恵の鮭（フィンタン、白き古） - 【ケルト神話】食べた者に助言や知恵を与える。フィン・マックールは調理で負った親指の火傷を舐め、問題の解決法を得た。
- 肉霊芝（または、太歲、視肉、聚肉、肉芝、封） - 【中国の伝説】不老不死の薬の原料とも、食べても尽きないとも、目玉が2個付いた牛の肝臓のような肉とも言われる。
- 人魚の肉 - 【日本の伝説】不老不死の妙薬ともされる。八百比丘尼を参照。
- 封（ほう）、肉人 - 【日本の伝説】中国の古書や白沢図にあるという人型の肉の塊で、食すと多力を得る仙薬になる。
- マナ (食物) - 【旧約聖書】イスラエルの民がシンの荒野で餓えた時に、神がモーセの願意を聞き、天上から降らせた食物。
- 不和の林檎（不和の種）
- 冥界の食べ物
  - 黄泉戸喫、黄泉竈食 - 【古事記・上巻】黄泉の国の食べ物を食す行為で、現世に帰れなくなる。
  - 冥府のザクロ - 【ギリシア神話】ペルセポネーが食べてしまい一年のうち何か月かは冥府で過ごさなければいけなくなり、冬が始まったとされる。

## 薬
固有名詞がないものでは、クロノスが飲んだ嘔吐薬、人魚姫が飲んだ人間になる薬などがある。
- エリクサー（Elixir of life）
- 万能薬（パナセア）
- 反魂香 - 【中国・日本の伝説】焚くことで煙の中に死者の姿が現れるという香。
- スネークオイル（英語版） - 中国水蛇（中国語版）の油から採れた中国伝統の万能薬。18～20世紀の西洋で偽物が出回り、胡散臭い薬の代名詞となった。
- 河童の妙薬
- 妖精の軟膏
- マッドストーン (民俗) - アメリカ初期の医療で動物に噛まれた際に、傷口に当てると狂犬病の毒を吸い出すという石。
- Hängolin（ドイツ語版） - ドイツの軍・刑務所・寄宿舎などで性欲を減衰させトラブルを無くすために混入される食品添加物。という都市伝説
- 孟婆湯 - 【中国の民間伝承】地獄の入り口にいる忘却の神孟婆が作る地獄と現世の間に流れる忘川の水と薬草、酸・甜・苦・辣・鹹・澀・腥・沖の八味を混ぜ合わせ作った現世の記憶を消す薬湯
- アヤワスカ - 【南米のシャーマンの伝統薬】ケチュア語で「魂のつる」「死者のロープ」の意。幻覚剤であり、儀式や治療に用いられた。

毒
- 鴆毒 - 中国架空の鳥である鴆を材料とする毒で、『周礼』『史記』を初め、日本の軍記物にも記述される。
- カンタレラ - 教皇アレクサンデル6世と、その子を毒殺したとされ、組成が未だ不明な毒
- トッファナ水（英語版） - モーツァルトが「食事に盛られた」と言った伝説を持つヒ素中毒を起こす美白用化粧水
- ハーラーハラ - 【インド神話】竜王ヴァースキの吐き出した世界を滅ぼす毒
- 毒娘（英語版） - 【インドの伝説】体液が毒になるよう育てられた暗殺者の娘
- タランチュラの毒 - 【ヨーロッパの伝承】イタリアのターラント県に生息しているという伝承上の毒蜘蛛タランチュラに噛まれると、様々な感情を想起させ最後は死に至るタランティズムという病にかかる。解毒方法は音楽か熱狂的に踊る事であった[105]。
- ニガヨモギ【ヨハネの黙示録】 - Wormwoodとは、苦くするものの意である。天から星が川の三分の一とその水源に落ち、星の名前はニガヨモギという。水を苦くして、多くの人が無くなった。

## 器物
宗教の道具

乗り物

家具
- フリズスキャールヴ - 【北欧神話】全世界を視界にとらえることができる、オーディンの高座。
- アラ - 【ギリシア神話】ゼウスとその兄弟たちが旧体制打破を誓った祭壇。
- 円卓【アーサー王伝説】
  - シージ・ペリロス - 聖杯を見つける騎士用の席。

- バズビーズチェア - 【イギリスの噂】座ると死ぬ、あるいは亡霊に取りつかれるとされる。
- en:Throne of God（神座）
- 真床追衾 - 【日本書紀】天孫降臨に寝た寝床、皇孫の産着とされる。
- プロクルーステースの寝台 - 【ギリシア神話】旅人を休ませるためと偽り、拷問を行う寝台。

雑貨
- うちでのこづち - 【日本の民話】振ることで様々な物が出てくるとされる槌。大黒天の持ち物ともされる。
- 邯鄲の枕 - 【中国の故事】仙人である盧生によると夢が叶う枕。眠った人に栄枯盛衰の人生を見せるが、その人生は寝る前に炊いた粟すら煮あがってもいない時間の夢。
- グウェンゾライ・アプ・カイディオのチェス盤 - 【ブリテン島の13の宝】金の盤と水晶と銀製の駒からなる。自動で駒が動く。
- クヌム神の轆轤 - 【エジプト神話】クヌム神がロクロで粘土をこねて、ヒトの赤子を作り、子宮に移していると信じられた。また、この神は他の神々も製作したとされる。
- デルポイの三脚鼎 - 【ギリシア神話】神託で有名なポリス・デルポイの祭器。予言を乞うヘーラクレースとデルポイの守護神アポローンの間で取り合いになった。
- 芭蕉扇 - 【西遊記】鉄扇公主（羅刹女）が所持する火を鎮める能力を持つ扇
- 宝蓮灯 - 【中国の神話】神通力が倍増する。
- 魔法のランプ - 【アラビア民話】
- ラチ (錐) - 【北欧神話】霜の巨人バウギの持つ錐
- リアホナ - 【モルモン教】預言者リーハイに神が与えた羅針盤として機能する青銅のボール。
- レギンナグラル - 【北欧神話】「神の釘」とも呼ばれる。
- マナイアカラニ - 【ハワイ神話】半神マウイの持つ釣り針。
- 貧鉤 - 【日本書紀】元は海幸彦の釣り針で、山幸彦が借りていた釣り針を返す際に釣り針を貧鉤と呼び呪いをかけて、こっそり返すように言われる。また、貧鉤、滅鉤、落薄鉤という呪いの言葉を付けるようにという話もある。もとは幸鈎

箱・容器
- 契約の箱 - 【旧約聖書】十戒が刻まれた石板（石の板）を入れた箱。
- 無目籠 - 【日本書紀】火遠理命が海宮に行くために入れられた目の無いように見えるほど細かく編まれた籠
- パンドラの箱 - 【ギリシア神話】元は壺であり、ゼウスは福を入れた壺と禍を入れた壺の2個保管していたという話もある。
- キビシス - 【ギリシア神話】メドゥーサ退治の際、切り取った首を入れるのに使用された革袋。
- 風袋 - 【シルクロード沿いの各文化における風神】シルクロード沿いの風神は、袋を共通して持物とするようになった。
  - 風の袋 - 【ギリシア神話】アイオロスによって風が封じ込められた袋。

- 玉手箱 - 【日本の民話】開けると煙が出て、開けた者を老化させる。
- 紅葫蘆、琥珀浄瓶 - 【西遊記】呼びかけた相手が返事をすると中に吸い込んで溶かしてしまう。

糸・縄・綱・鎖
- 運命の赤い糸 - 【中国の伝説】縁結びの神月下老人によって、運命の相手が紐づけされているという伝説。
- 幌金縄 - 【西遊記】主人の命令で相手を捕らえる縄
- レージングル（Læðingr, レージング） - 【北欧神話】フェンリルを縛りつけようとした際に、最初に用いた鎖。
- ドローミ（Drómi） - 【北欧神話】フェンリルを縛りつけようとした際に、二番目に用いた鎖。
- グレイプニル（Gleipnir） - 【北欧神話】フェンリルを縛りつけた紐。
- ゴルディアスの結び目 - 【アレクサンドロス大王の故事】「この結び目を解くことができたものこそ、このアジアの王になるであろう」という予言があった結び目。
- 三身の綱 - 【日本神話】八束水臣津野命が島々を引き寄せ島根半島を造る際に使用した綱

食器
- オーズレリル - 【北欧神話】詩の蜜酒を入れたポット。
- 巨人ディルヌッフの大鍋 - 【ブリテン島の13の宝】臆病者の肉では沸騰しないが、勇敢な者の肉ではすぐに沸騰する。
- 膳と椀 - 【日本の伝承】昔は塚や淵、大岩、山陰の洞穴などで頼めば、そこに住む龍神や主が貸してくれたという椀貸伝説が各地に残っている。
- グウィズノ・ガランヒルのバスケット - 【ブリテン島の13の宝】一人分の食べ物を入れると、100人分の食べ物が出せる。
- スラウヴロデッズ・ヴァルヴォグのナイフ - 【ブリテン島の13の宝】24人分の食事用ナイフ。
- 魔法の大釜 - 【マビノギオン】「スィールの娘ブランウェン」に登場する、死亡した兵士を生き返させる大釜。生き返った兵士は唖になる。
- グラアル - 【聖杯物語群・アーサー王伝説】 中世フランス語で Graal と綴る。語源は不明で諸説あるが、クレティアン・ド・トロワ『聖杯の物語』と同時代の12-13世紀の複数のフランス語文献では「広口の深皿」と定義されているのが確認できる。ヴォルフラム・フォン・エッシェンバッハの作品では、グラールは天使が地上にもたらした聖石である。ロベール・ボドロンの『聖杯由来の物語』（13C初）に至って、食事用の大皿からキリストの血を受けた小さな器に設定変更された。英語で聖杯を意味する Grail （グレイル）という語は、「ボウル」もしくは「コップ」を意味する古フランス語から来ている。中世の物語では「皿」もしくは「ボウル」、「深皿」とされた。
- 紫金鉢 - 【中国の白話小説】太宗皇帝が三蔵法師へ与えた托鉢用の鉢。
- 臼
  - 神の石臼 - 【慣用句・哲学】確実に神罰は落ちるがとても遅いという意味の「神の石臼はゆっくり回る」という諺に登場する。
  - グロッティ - 【北欧神話（散文エッダ）】どんなものも生み出せる石臼
  - 海の底の臼 - 【ノルウェー民話集など】どんなものでも生み出せる石臼。この類型は、日本やギリシャなどでも見られる。

食物を出す食器・家具等
- ダグザの鍋 - 【ケルト神話】無尽蔵に食料を出す鍋。
- 魔法のテーブルかけ - 【諸外国の民話】ヨーロッパ・ロシア・北欧に見られる、食べ物を出せるテーブルクロス。
- リゲニッズ・イスゴルハイグの鍋と皿 - 【ブリテン島の13の宝】好みの食べ物を出せる。
- ブラーン・ガレッドの角笛 - 【ブリテン島の13の宝】好みの飲み物を出せる。

杯
- ジャムシードの杯 - 【ペルシア神話】支配者の所有物。多くのペルシャ文学に登場し、それらの中でペルシア帝国王継承の象徴とされた。エリクサーで満たされ、スクライングで未来を占った。
- ナルタモンガ - 【ナルト叙事詩】魔法の杯、もしくは大釜。自然に酒で満ち、宙に浮いて最高の勇者の口元に自ら移動するとされる。
- ヒュギエイアの杯 - 【ギリシア神話】名医アスクレピオスの娘のヒュギエイアが持っていた杯。
- ヘラクレスの盃 - 【ギリシア神話】毒や病気などを防ぐ効果がある。
- サン・グラアル（聖杯・聖盃） - 【キリスト教・聖杯伝説・アーサー王伝説】イエスの血を受けたもの。最後の晩餐に使用された聖遺物。英語では前出の聖杯（グラアル）と同じ Holy Grail （ホーリー・グレイル）と呼ばれる。キリストの血を集めた杯と一緒くたにされたり、別の物とされたりする。
- 髑髏杯 - 紀元前1万年以上前から出土しており、多くの文化で髑髏を杯にしており、日本では織田信長が打ち取った将から作っている。

鏡

- 煙り鏡 - 【アステカ神話】テスカトリポカが全宇宙を見渡すのに使用する。
- 八咫鏡 - 【日本神話】三種の神器のひとつ。
- 浄玻璃鏡 - 【仏教】閻魔大王が亡者を裁く際に、善悪を見極めるために使用される。
- アルキメデスの鏡 - 船を焼いた伝説がある。
- 照魔鏡 - 【中国・日本の伝説】妖怪などの正体を映して暴くとされる。
- 魔法の鏡 - 【ヨーロッパの民話】白雪姫、美女と野獣など。質問に答えたり、遠くの風景や映像を投影したり、真実の姿を映し出したりするギミック。
- 奧津鏡・邊津鏡 - 【日本神話】十種神宝の二つ。古事記中卷 應神天皇において、渡来神アメノヒボコが持参した。
- 軒轅鏡 - 【中国の伝説】玉座の上に置かれた鉄球で、皇帝にふさわしくない人間が座ると落下するとされる。
- パシャ - 【ヒンズー教】障害物を取り除き、死体から出る魂を捕える効果があるとされる。
  - 羂索 - 【仏教】不動明王・千手観音・不空羂索観音などがもつ衆生救済の象徴

楽器
管楽器
- ハーメルンの笛吹き男の笛 - 【ドイツの民話】ネズミや子供を操作する。
- ガブリエルのラッパ - 【キリスト教】天使ガブリエルが最後の審判を告げるラッパ。
- 黙示録のラッパ -【キリスト教】『ヨハネの黙示録』に記される7人の使者が持つラッパ。
- ギャラルホルン - 【北欧神話】アースガルズの門番ヘイムダルが持つ角笛で、ラグナロクの到来を告げる。
- 白いほら貝 - 【仏教、ヒンズー教、インドの叙事詩】チベット語でトゥンカル、サンスクリット語でシャンカと呼ばれ、大いなる力・権力・威信の象徴で、インドの叙事詩の英雄達はみな名を持った白い法螺貝を所有していた。
- トリートーンの法螺貝 - 【ギリシア神話】波を立てたり鎮めたりができる。
- 葉二（鬼の龍笛） - 源博雅が朱雀門にて鬼の笛と取り換えて得たことが『十訓抄』に記される（#逸話）。

弦楽器
- ダウル・ダ・バラオ（コイア・ケサルハル、ウーズネ） - 【北欧神話】ダグザの竪琴とも呼ばれる。悲しみ・喜び・眠りを引き起こす弦を持つ。ダグザの呼び掛けで引き寄せることが出来る。物語中、引き寄せた途中にいた9人を殺害した。
- リラ - 【ギリシア神話】ヘルメースが発明し、アポローンから盗んだ牛と引き換えに贈った。ヘルメースの才能と楽器の出来映えを見てアポローンは彼を許したという。またアポローンから、オルペウスに贈られた黄金のリラは、最終的にこと座となった。
- 天詔琴 - 【日本神話】須佐之男命の宝物の一つで、大国主が持ち逃げしたもの。

打楽器
- シストラム - 【エジプト神話】セトを驚かせたり、ナイルの氾濫を防ぐのに使用された。イシスの持物。
- 軍鼓 - 【中国神話】黄帝が牛のような動物の夔（き）の革から作った太鼓で、雷獣の骨のバチと共に使用し、五百里にまで響き渡らせた。
- 初音の鼓 - 【浄瑠璃『義経千本桜』】源義経が静御前に与えた鼓。雨乞いの祈りのため、神通力を得た牝狐と牡狐（共に源九郎狐の親狐）の皮が使用されている。
- フランシス・ドレークのドラム（en） - 【イギリスの伝承】フランシス・ドレークと共に世界一周したドラムで、フランシス・ドレークが死ぬ直前に「イギリスに危機が迫れば、これを叩いて戻ってくる」と語った。国のイベント等で、保管されていたこの楽器が使用される。
- 雷鼓 - 【道教・日本の民話】雷神が持つ太鼓。中国の雷公も連太鼓を持つ絵もある。
- クロタル - 【ギリシア神話】ヘラクレスがステュムパーリデスの鳥を驚かすのに、ヘーパイストスから借りたカスタネットに似た青銅製の楽器。

拷問具・処刑具
- イクシーオーンの車輪 - 【ギリシア神話】ゼウスがヘーラーを誘惑しようとしたイクシーオーンに与えた神罰。タルタロスで火焔車に縛りつけられて永遠に回転させられる。
- 五右衛門風呂 - 盗賊石川五右衛門が釜茹でになった。
- ファラリスの雄牛 - 古代ギリシアで作られた人を閉じ込め焼く処刑具
- 炮烙 - 【史記】殷最後の君主帝辛（紂王）と、その愛妾妲己が考案した処刑具。他、虿盆

像・人形
- 這子（天児、天倪、あまがつ、婢子） - 【日本の風習】ハイハイをする子供を象った魔除けの人形。枕元に置いて厄の身代わりとした。
- 金の子牛 - 【出エジプト記】モーセに壊された偶像。ほか、崇められた偶像類はテラフィムと呼ばれる。
- 涙を流す像 - 涙（血）を流す伝説がある像。各地で報告がある。
- 動く聖像 - 20世紀のアイルランド各地で報告された。
- 獣の像 - 【キリスト教】ヨハネの黙示録に登場する獣を象った像で、しゃべることが出来る。
- 笠地蔵 - 【日本の民話】雪の降る日に傘を地蔵にかけたら恩返しされるという民話。
- 真実の口 - 【ローマの伝説】偽りの心がある者が口に手を入れると、手が食いちぎられる・抜けなくなるという伝説の石像。
- 青銅の蛇（ネフシュタン） - 【アブラハムの宗教】『民数記』『列王記』に登場する。この像を見た者は炎の蛇に噛まれても平気になる。
- 憑りつかれた人形 - 髪が伸びる日本人形「お菊人形」など、世界各地で霊に取りつかれた人形の記録がある。
- 日光市含満ヶ淵の化け地蔵 - 行きと帰りで地蔵の数が合わなくなるという地蔵。
- トロイアの木馬 - 【ギリシア神話】トロイア戦争において、トロイア陥落の決め手となった装置。
- ゴーレム - 【ユダヤ教の伝承】動く土の人形
- パラディウム - 都市国家の守護象。木製の神像クソアノンなどがある。
- 藁人形 - 【世界各地に利用例あり】呪いの人形になったり、身代わりになったりする藁製の人形。

その他
- ウリムとトムミム - 【旧約聖書】ヘブライ語で「光と完全」の意。ユダヤ教の占いに使われた。
- サンポ - 【フィンランド神話】持つ者に幸福をもたらすとされるが、人工物であるという以外の詳細は謎に包まれている。
- 聖十字架 - 【キリスト教】イエス・キリストの磔刑に使用されたとされる十字架。
- ルーアハ - 【ユダヤ教】霊、息、風の意。アダムやゴーレムに吹き込まれる。
- ヤコブの梯子 - ヤコブが夢の中で見た天使が昇り降りする梯子。

## 意匠・図像
- ホルスの目（ウアジェトの目、ラーの目） - 【古代エジプト】太陽と月の象徴とされた。
- 八卦 - 【易】伏羲が作ったとされる、様々な事物事象を表す図像。吉凶を占う際などに用いられる。六十四卦も参照。
- 威嚇の兜（英語版） - 【アイスランドの呪術】アイスランド語でアィイスヒャウルムル (ægishjálmr)。アイスランドでさまざなま用途に用いられた呪術的シンボル (en:Icelandic magical staves) の一つ[129]。
- ルーン文字 - 【ゲルマン人の文化】日常用途からルーン魔術としての使用まで様々に使用された。
- 太極図 - 【中国易学】太極を表すための図案。陰陽太極図や陰陽魚とも呼称される。無極を前段階とし太極へ至るとされる。
- 三脚巴（トリスケル） - 三羽のウサギ（英語版）など多くの派生が旗や貨幣に見られる。
- 卍 - サンスクリット語のスヴァスティカと呼ばれる紋が発祥で、ヨーロッパから日本まで縁起のよいマークとされた。
- ボージガーレイ、アルメニアの永遠のシンボル（en:Armenian eternity sign） - メソポタミア文明の永遠と太陽のシンボルと関連している。
- 運命の輪 (象徴)（英語版）
- 時輪（英語版）
- セーマンドーマン - 陰陽道で魔除けとされる。
- ΑΩ - ギリシャ語の最初と最後の文字であり、並べて表示すると「全て」「永遠」という意味を持つ。
- シジル (オカルト) - 【西洋魔術】護符やダイモーンを使役するのに使用される。
- 五岳真形図（中国語版）（五嶽真形圖） - 【中国道教の護符】道教の聖地である五つの山を象徴図形にして配した図[130]。抱朴子には「辟兵凶逆」の効果があるとされている。

宗教系
- アシュタマンガラ(八吉祥）- ヒンズー教・仏教・ジャイナ教に見られる8つの縁起の良いシンボルである。インドの戴冠式などに飾られた。
- Icelandic magical staves - アイスランドに伝わるルーン
- イクトゥス - 【キリスト教】初期の迫害されていたキリスト教徒が符牒として用いた印
- ヴェヴェ - 【ブードゥー】
- カインの刻印（カインのしるし） - 【ユダヤ教（旧約聖書）】ヤハウエが人類最初の殺人者であるカインへ与えた呪い。カインを殺した者には7倍の復讐が行われる。
- 獣の刻印 - 【キリスト教】獣を崇めた者の右手か額に押され、獣はこれが無いものは買い物ができなくした。この刻印は、その獣の名、または、その名の数字のことである。
- シェンリング - 【古代エジプト】永遠の守りで、ホルス神がよく持っている。
- シュリーヴァトサ（スリヴァーザ） - 【インド神話】「シュリー（この場合は女神ラクシュミーの別名）の好むもの」の意。ヴィシュヌ神の胸にある印で、ヴィシュヌの化身のカルキの胸にもある。縁起の良いマークとされ、貨幣の打刻などにも用いられた。
- プロビデンスの目 - 【キリスト教】神の全能の目を意味する意匠。
- 曼荼羅 - 【仏教】主尊を中心に諸仏諸尊の集会した図
- ヤントラ - 【仏教】タントラやインド占星術の影響を受けて誕生した吉兆・仏の守護をもたらす図。タイではヤントラの入れ墨（サックヤン）をする例も見られる。

星
- 五芒星（晴明桔梗、セーマン）
- 六芒星（籠目、ダビデの星）
- 七芒星 (図形)（キリスト教の神の象徴など）
- 八芒星（ラクシュミーの星、ルブ・エル・ヒズブ、アウセクリス）
- 星座（トレミーの48星座、聖書の天文学、星官）、アステリズム
  - 北斗七星、南斗六星

家紋・紋章
- 菊の御紋（菊花紋） - 天皇家の家紋で、後鳥羽天皇が使い始めた。
- 三つ葉葵（葵紋） - 天下統一を成し遂げた徳川家の家紋。水戸黄門の印籠に描かれた紋が有名。
- 桐紋 - 当初は皇室専用の紋章であったが、菊紋に次ぐ格式のある紋とされ足利家・豊臣家に使用することが許された。現在は日本国政府の紋章。
- フルール・ド・リス - フランス王室と縁が深い紋章
- ライヒスアドラー（「帝国の鷲」の意） - 神聖ローマ皇帝の象徴で、ドイツの国章のようにドイツで伝統的に使用される。
- 双頭の鷲 - 東ローマ帝国や神聖ローマ帝国、またそれらと縁がある国家・貴族が使用する。
- 三位一体の盾（信仰の盾） - 【キリスト教】三位一体を説明する図形で、中世後期のイギリス・フランスなどでは、神の紋章とされた。
- 十二章 - 古代中国・アジアの国々の君子の袞衣に用いられた紋

## その他
- 天国への門 - 【キリスト教】
- 天国の鍵（英語版）